# Гортонвілл (Нью-Йорк)
Гортонвілл (англ. Hortonville) — переписна місцевість (CDP) в США, в окрузі Салліван штату Нью-Йорк. Населення — 180 осіб (2020).

## Географія
Гортонвілл розташований за координатами 41°45′58″ пн. ш. 75°1′19″ зх. д. / 41.76611° пн. ш. 75.02194° зх. д. (41.766137, -75.022039).  За даними Бюро перепису населення США в 2010 році переписна місцевість мала площу 1,96 км², уся площа — суходіл.

## Демографія
Згідно з переписом 2010 року, у переписній місцевості мешкало 218 осіб у 92 домогосподарствах у складі 53 родин. Густота населення становила 111 осіб/км².  Було 114 помешкання (58/км²).
Расовий склад населення:
| - 98,2 % — білих - 1,8 % — чорних або афроамериканців |

До двох чи більше рас належало 0,0 %. Частка іспаномовних становила 3,2 % від усіх жителів.
За віковим діапазоном населення розподілялося таким чином: 21,1 % — особи молодші 18 років, 61,9 % — особи у віці 18—64 років, 17,0 % — особи у віці 65 років та старші. Медіана віку мешканця становила 42,2 року. На 100 осіб жіночої статі у переписній місцевості припадало 96,4 чоловіків;  на 100 жінок у віці від 18 років та старших — 87,0 чоловіків також старших 18 років.
Середній дохід на одне домашнє господарство  становив 66 595 доларів США (медіана — 64 773), а середній дохід на одну сім'ю — 65 079 доларів (медіана — 47 167). Медіана доходів становила 41 563 долари для чоловіків та 55 500 доларів для жінок. 
Цивільне працевлаштоване населення становило 88 осіб. Основні галузі зайнятості: публічна адміністрація — 26,1 %, роздрібна торгівля — 17,0 %, науковці, спеціалісти, менеджери — 15,9 %.